# 金永陵
永陵，是中国金朝开国皇帝金太祖的父亲劾里鉢的陵墓。
劾里鉢在1092年去世，金熙宗即位后，天会十四年（1136年），追尊曾祖父劾里鉢谥号为圣肃皇帝，庙号世祖。皇统四年（1144年），称他在金上京（今黑龙江省阿城市白城子）附近的墓葬地为永陵。正隆元年（1156年）十月，完颜亮将曾祖父劾里鉢改葬于大房山（今北京市房山区），陵号依然是永陵。明朝末年，因为后金反明，被明朝政府破坏。